# Preuilly-sur-Claise
Preuilly-sur-Claise là một xã thuộc tỉnh Indre-et-Loire trong vùng Centre-Val de Loire ở miền trung nước Pháp. Theo điều tra dân số năm 2006 của INSEE có dân số 1120 người. Xã nằm ở khu vực có độ cao từ 67-137 mét trên mực nước biển.

## Biến động dân số
| Năm | 1936  | 1946  | 1954  | 1962  | 1968  | 1975  | 1982  | 1990  | 1999  | 2006  |
| --- | ----- | ----- | ----- | ----- | ----- | ----- | ----- | ----- | ----- | ----- |
| Dân số | 1,601 | 1,629 | 1,546 | 1,506 | 1,579 | 1,603 | 1,553 | 1,427 | 1,293 | 1,120 |
| From the year 1962 on: No double counting—residents of multiple communes (e.g. students and military personnel) are counted only once. |       |       |       |       |       |       |       |       |       |       |